# جزيرة فيكتوريا (كندا)
جزيرة فكتوريا (وتسمى بلغة الإنويت كيتلينيك) هي جزيرة تقع في أرخبيل القطب الشمالي الكندي في الجزء الجنوبي الغربي من دولة كندا بالقرب من الحدود الأمريكية حيث أنها قريبة جدا من المدينة الأمريكية ستايل .
وتمتاز برخص المعيشة والدراسة والجو المعتدل.